# Gärtnerische Produktionsgenossenschaft
Eine Gärtnerische Produktionsgenossenschaft (abgekürzt GPG) war der teilweise erzwungene Zusammenschluss von Gärtnern und Gartenbaubetrieben in der DDR zu einer sozialistischen Genossenschaft.

## Gründung der GPG
Die SED beschloss auf der 2. Parteikonferenz der SED in Ost-Berlin (9.–12. Juli 1952) die Maßnahmen zur Bildung von Genossenschaften. Entsprechend der Kollektivierung und Industrialisierung der Landwirtschaft, die eine der Grundideen des Sozialismus darstellte, sollten sich auch die privaten Gärtner und Gartenbaubetriebe in der DDR durch genossenschaftliches Eigentum an den Produktionsmitteln und genossenschaftliche Arbeit an der geplanten gesellschaftlichen Entwicklung in Richtung Sozialismus beteiligen. Das Genossenschaftsgesetz verlangte damals, dass sich mindestens sieben Gärtner zu einer GPG zusammenschließen müssen.

## Wirtschaftlicher Aspekt
Die genossenschaftliche Arbeit führte durch den Zusammenschluss von Einzelgärtnern und kleinen privaten Gartenbaubetrieben zu einer GPG zu Rationalisierung und erhöhter Effektivität gegenüber einer individuellen Produktion. Dieser theoretische Effekt wurde durch sinkende Motivation in sein Gegenteil verkehrt, da durch die staatlich geregelten Preise und vorgegebenen Produktionsmengen kaum höhere Gewinne zu erzielen waren.

## Gärtnerische Produktionsgenossenschaften
Im Oktober 1957 wurde in Caputh die erste Gärtnerische Produktionsgenossenschaft der DDR gegründet.
In größeren Städten gab es eine oder mehrere Gärtnerische Produktionsgenossenschaften und in vielen Dörfern Betriebsteile einer GPG. Als Beispiele – auch für die Wahl der Firmennamen – seien stellvertretend genannt:
- GPG Frühe Ernte in Marzahn[2]
- GPG Roter Oktober in Bad Langensalza[3]
- GPG Neue Zeit und GPG Blütenfreude in Luckenwalde[4]
- GPG Frohe Zukunft in Frankfurt (Oder)[5]
- GPG Alpina in Kleinmachnow